# فيليب موريس (سائق سباق)
فيليب موريس (بالإنجليزية: Philip Morris)‏ هو سائق سباق أمريكي، ولد في 11 مايو 1965 في Ruckersville, Virginia ‏ في الولايات المتحدة.